# Сурамі
Сура́мі (груз. სურამი) — селище міського типу (даба, від 1925) у Хашурському муніципалітеті Грузії.
Сурамі знаходиться біля південного підніжжя Ліхського хребта, який розділяє Грузію на західну і східну частину, сполучено з райцентром Хашурі залізничною лінією.
Гірський кліматичний і бальнеологічний курорт заснований у 1928 році. Входить до Боржомі-Бакуріанської групи курортів. Сульфідні мінеральні води.

## Історія

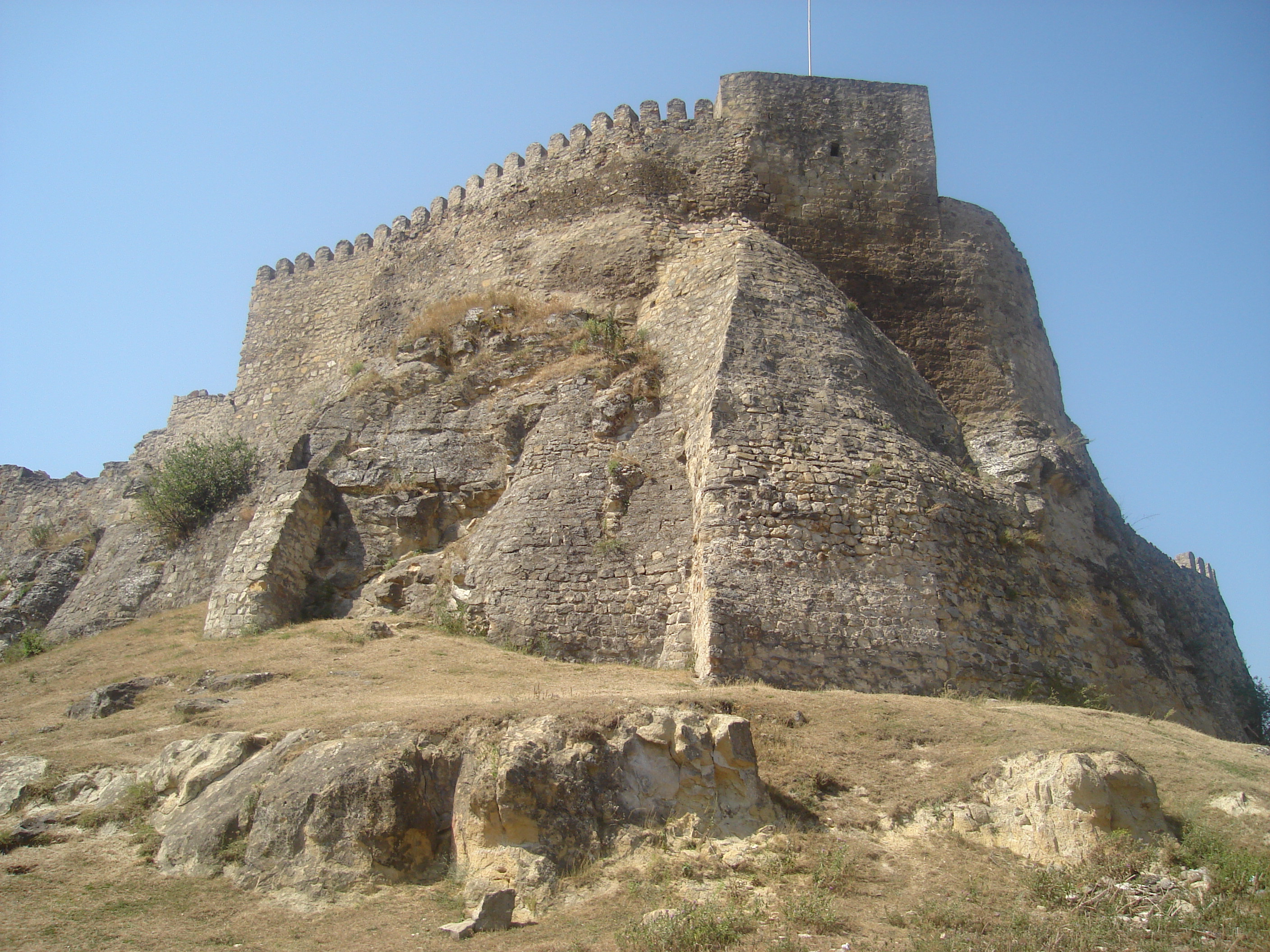
Залишки Сурамської фортеці

Поселення на місці Сурамі існувало ще за часів бронзової доби. Пліній Старший згадує на кордоні Колхіди та Іберії пункт Surium, ймовірно, що ототожнюється з Сурамі. В середні віки (XII—XIII) розташоване біля стратегічно важливого Сурамську перевалу селище було перетворено в могутню фортецю, що досі є головною визначною пам'яткою цих місць. Легенда про створення фортеці, викладена письменником Даніелом Чонкадзе (1830—1860), втілена у відомому фільмі Сергія Параджанова «Легенда про Сурамську фортецю» (1984).
У XII—XV століттях Сурамі володіли можновладці (Еріставі), які взяли прізвище Сурамелі. У XVII—XVIII століттях фортеця була укріплена заново і використовувалася під час боїв князя Гіві Амилахварі з персами, а потім була базою росіян в Російсько-турецьку війну 1768—1774 років. Після приєднання Грузії до Російської імперії (1801) Сурамі стало розвиватися як кліматичний курорт. З 1926 — селище міського типу.
Є кілька санаторіїв. За радянських часів в Сурамі були склотарний, винний та консервний заводи, видобували кварц.
В 1872 через Сурамі прокладено залізницю. На захід від станції Сурамі є Сурамський перевал, через який поїзди проходили з паровозами — штовхачами. З 1890 року в результаті відкриття Сурамського тунелю, побудованого в іншому місці, станція Сурамі стала тупиком. З 2012 року пасажирський рух по станції Сурамі повністю припинено.

## Туристичні цікавинки
Залишки Сурамської фортеці (13 століття). Ітрійський монастир (17 століття).
Пам'ятник (скульптор — Тамара Абакелія) і будинок-музей Лесі Українки, яка кілька років жила і померла в Сурамі. 19 липня (1 серпня) 1913 тут у віці 42 років скінчилося її життя.
В селищі печуть назукі — солодкий хліб із родзинками.